# Укалек Астрі Слеттермарк
Укалек Астрі Слеттемарк — гренландська біатлоністка, яка проживає у місті Єйлу, Норвегія. Тренують її батько Ейстен Слеттермарк та мати Уілог Слеттермарк. Почала займатися біатлоном у 2016 році. У вільний час полюбляє ходити на прогулянки зі своєю сім'єю, також любить полювання.Її хобі живопис та заняття біатлоном. Вільно володіє норвезькою, данською, англійською та гренландською мовами. На юніорському чемпіонаті світу в естонському Отепяе посіла четверте місце в перегонах переслідування. Найкращий результат на юніорському кубку світу — 11 місце в індивідуальних перегонах. 29 листопада 2018 року дебютувала на кубку IBU, посівши 53 місце у спринтерських перегонах.27.01.2019 року молода гренландка виборола золоту нагороду в індивідуальній гонці юніорського чемпіонату світу в словацькому селищі Брезно -Осрбліє, що стало найважливішою подією в історії гренландського спорту! 

## Результати виступів
| Шушен, Юніорки, Гонка переслідування, 10 км          | 19 |
| Шушен, Юніорки, Спринт, 7.5 км                       | 12 |
| Шушен, Юніорки, Індивідуальна гонка, 12.5 км         | 12 |
| Брезно–Осрблі, Дівчата, Гонка переслідування, 7.5 км | 4  |
| Брезно–Осрблі, Дівчата, Спринт, 6 км                 | 6  |
| Брезно–Осрблі, Дівчата, Індивідуальна гонка, 10 км   | 1  |
| Преманон, Юніорки, Гонка переслідування, 10 км       | 16 |
| Преманон, Юніорки, Спринт, 7.5 км                    | 28 |
| Ленцерхайде, Юніорки, Спринт, 7.5 км                 | 33 |
| Ленцерхайде, Юніорки, Індивідуальна гонка, 12.5 км   | 10 |
| Ідре, Спринт 7.5 км, Жінки                           | 69 |
| Ідре, Спринт 7.5 км, Жінки                           | 53 |

| Місце проведення                 | Дисципліна                               | Результат |
| -------------------------------- | ---------------------------------------- | --------- |
| Ючс, Естонія, Отепяе             | Перегони переслідування, 7.5 км, жінки   | 4         |
| Ючс, Естонія, Отепяе             | Спринт, 6 км, жінки                      | 10        |
| Ючс, Естонія, Отепяе             | Індивідуальні перегони, 10 км, жінки     | 27        |
| Юкс, Італія, Ріднау-валь Риданна | Спринт, 7.5 км, юніорки                  | 22        |
| Юкс, Італія, Ріднау-валь Риданна | Індивідуальні перегони, 12.5 км, юніорки | 11        |
| Юкс, Австрія, Обертіллах         | Спринт, 7.5 км, юніорки                  | 18        |
| Юкс, Австрія, Обертіллах         | Спринт, 7.5 км, юніорки                  | 35        |

| Місце проведення         | Дисципліна              | Результат |
| ------------------------ | ----------------------- | --------- |
| Юкс, Словенія, Поклюка   | Спринт, 7.5 км, юніорки | 33        |
| Юкс, Словенія, Поклюка   | Спринт, 7.5 км, юніорки | 43        |
| Юкс, Австрія, Хохфільцен | Спринт, 7.5 км, юніорки | 86        |

Кількість проведених перегонів: 17
Потраплянь до 40 найкращих: 13
Потраплянь до 10 найкращих: 4
Перемоги на юніорських змаганнях: 1